# Jaume Casals i Pons
Jaume Casals i Pons (Barcelona, 15 de gener de 1958) ha estat rector de la Universitat Pompeu Fabra (UPF) entre 2013 i 2021. És catedràtic de Filosofia en aquesta Universitat des del 2003. Doctor en filosofia, premi extraordinari, per la UAB (1984). Membre numerari de l'Institut d'Estudis Catalans.
Abans d'esdevenir rector (juny del 2013), fou president del Consell d'Estudis i vicepresident executiu de l'Institut d'Educació Contínua (IDEC) de la UPF, així com vicerector de Postgrau i Doctorat (2001-2005) i de Professorat de la UPF (2005-2009).

## Publicacions
Llibres
- La filosofia de Montaigne. Barcelona: Edicions 62, 1986. 320 pàg.
- L'experiment d'Aristòtil. Literatura d'una incursió en la metafísica. Barcelona: Edicions 62, 1992. 110 pàg.
- El pou de la paraula. Una història de la saviesa grega. Barcelona: Edicions 62, 1996. 101 pàg. ISBN 9788429742220.
- El aprendizaje de la muerte en la historia de las ideas. Santiago de Xile: Ediciones UDP, 2010. 172 pàg.

Traduccions
- MONTAIGNE, M. de. Apologia de Ramon Sibiuda. Barcelona: Laia, 1982. (Textos Filosòfics). [Ed. P. Lluís Font, trad. J. C. P.].
- MONTESQUIEU, Ch. baron de. Cartes perses. Barcelona: Laia, 1984. (Textos Filosòfics). [Ed. J. Ramoneda, trad. J. C. P.].
- MONTAIGNE, M. de. Diario de viaje a Italia. Barcelona: Península, 1986. (Nexos). [Introducció, traducció al castellà i notes a càrrec de J. C. P., cf. supra].
- BERGSON, H. Assaig sobre les dades immediates de la consciència, seguit de la intuïció filosòfica. Barcelona: Edicions 62, 1991. (Textos Filosòfics). 284 pàg. [Introducció, traducció, notes i edició a càrrec de J. C. P., cf. supra].